# Sanctuaire Saint-José-de-Anchieta d'Anchieta
Pour les articles homonymes, voir Notre-Dame-de-l’Assomption.
Le sanctuaire Saint-José-de-Anchieta d’Anchieta (en portugais : Santuário Nacional de São José de Anchieta) est un groupe d’édifices religieux situé à Anchieta au Brésil, auquel l’Église catholique donne le statut de sanctuaire national. Il regroupe l’église Notre-Dame-de-l’Assomption (Igreja de Nossa Senhora da Assunção) — qui est église paroissiale — et les anciens bâtiments jésuites voisins. Il est rattaché à l’archidiocèse de Vitória ; l’église est dédiée à l’Assomption, et le sanctuaire à saint José de Anchieta.

## Historique
Le site est érigé par les Jésuites entre le milieu du XVIe siècle et le début du XVIIe, durant l’époque du Brésil colonial. C’est là que José de Anchieta passe les dernières années de sa vie, et où il meurt le 9 juin 1597.
Les Jésuites sont expulsés en 1759. L’église devient alors église paroissiale, et les bâtiments de résidence à la fois une mairie, une prison et le logement de diverses personnalités publiques.
Durant la seconde moitié du XIXe siècle, la cour intérieure sert de cimetière. En 1928, l’évêque Helvécio Gomes de Oliveira (pt) rachète les bâtiments et les rend aux Jésuites.
En 1943, l’Institut national du patrimoine artistique et historique inscrit le monument. Un musée est aménagé en 1965. Une campagne de fouille menée entre 1994 et 1997 force à le déplacer au rez-de-chaussée de l’ancienne résidence des Jésuites.
En avril 2015, José de Anchieta, canonisé l’année précédente, est reconnu patron du Brésil par la Conférence nationale des évêques du Brésil ; le sanctuaire devient à cette occasion sanctuaire national,, et une messe y est donnée le 3 mai pour célébrer tous ces changements.

## Description
Le sanctuaire se compose de l’église Notre-Dame-de-l’Assomption, de la place de l’Église et des anciens bâtiments jésuites qui abritent aujourd’hui le musée.